# Samuel Holmén
Samuel Holmén (Annelund, 28 de junho de 1984) é um ex-futebolista da Suécia.